# Lejre
Lejre es una localidad ubicada en la isla de Selandia en Dinamarca. En 2012 contaba con una población de 2387 habitantes. Pertenece a la región de Selandia y al municipio de Lejre.
Lejre se ubica en el centro-norte de la isla de Selandia, a 9 km al suroeste de Roskilde. La otra ciudad más cercana es Holbæk, al noroeste. Lejre es servida por la línea ferroviaria Nordvestbanen, que corre entre Roskilde y Kalundborg. También está comunicada con Roskilde por carretera. La capital municipal, Hvalsø, se encuentra a 9 km al oeste de Lejre.

## Historia
Lejre es una localidad nueva surgida alrededor de la estación de tren de Lejre, la cual fue fundada en diciembre de 1874. La localidad antigua de Lejre, un dominio real con orígenes prehistóricos, es actualmente conocida como Gammel Lejre (Lejre vieja), y se encuentra 1,5 km al norte de la Lejre moderna.
La zona es rica en restos arqueológicos y de hecho, la estación fue construida en el lugar de un antiguo túmulo funerario. Antiguamente, el sitio fue conocido como Lethra, Lethre, o Ledra. Etimológicamente, Lejre proviene del nórdico antiguo hleiðra, que significa aproximadamente "cabaña", o "edificio de madera". El nombre quizás hacía referencia en un principio a un templo nórdico pagano o a un edificio relacionado con alguna asamblea (ting).
La localidad moderna creció gracias al ferrocarril. En 1970 se creó el primer municipio de Lejre con la fusión de siete parroquias alrededor de la localidad de Lejre, y se eligió esta como la capital del municipio. En 2007 Lejre se agrandó con la fusión de los municipios de Bramsnæs y Hvalsø. Aunque el nuevo municipio conservó el nombre, la capital se mudó a Hvalsø.

## Cultura
Al noreste de Lejre se encuentra el palacio de Ledreborg, una obra barroca de mediados del siglo XVIII que desde sus orígenes ha servido de residencia a la familia Holstein-Ledreborg. Actualmente es también un museo, con una importante colección de muebles, pinturas y esculturas. Cuenta también con áreas agrícolas y de bosques.
Muy cerca del castillo está Sagnlandet Lejre ("El país de las leyendas"), un museo al aire libre enfocado a la historia y a la arqueología, que atrae decenas de miles de visitantes anualmente.